# واسیلیس بارکاس
واسیلیس بارکاس (یونانی: Βασίλης Μπάρκας؛ زادهٔ ۳۰ مهٔ ۱۹۹۴) بازیکن فوتبال اهل یونان است.
از باشگاه‌هایی که در آن بازی کرده‌است می‌توان به باشگاه فوتبال آ. ا. ک آتن اشاره کرد.
وی همچنین در تیم‌های ملی فوتبال  زیر ۲۱ سال یونان، و یونان بازی کرده‌است.